# Magnistipula cupheiflora
Magnistipula cupheiflora är en tvåhjärtbladig växtart som beskrevs av Gottfried Wilhelm Johannes Mildbraed. Magnistipula cupheiflora ingår i släktet Magnistipula och familjen Chrysobalanaceae. Inga underarter finns listade i Catalogue of Life.